# Miguitas norteñas
Miguitas norteñas también conocido como Migas con huevo en Nuevo León, es un platillo que tiene popularidad en el norte de México, que representa costumbres muy particulares de la región. El término es mayor y generalmente conocido solo por los mismos habitantes y originarios del norte.

## Historia
Provienen de España, donde se conocen como migas o migas de pastor, debido a que son un plato típico que se elaboraba por los pastores aprovechando las sobras del pan duro, mezclándolas con torreznos, huevo, frijoles y, en su versión dulce, con uvas, chocolates o melón, entre otros ingredientes para diferenciarlas de la comida árabe.
Otra denominación es migas manchegas, el plato típico por excelencia de Castilla-La Mancha. Al paso del tiempo y en la sucesión de costumbres, la región del norte de México fue adaptándola y creando su propia versión. Se sustituyó el pan duro por trozos de tortilla de maíz y se utilizó el huevo como principal ingrediente. El resultado es una especie de chilaquiles con huevo revuelto, por así decirlo; un platillo típico regional especialmente en la zona noreste de México.

## Denominaciones
- Migas con huevo.
- Migas pastor.
- Migas manchego.
- Migas de pan.